# 4575 Broman
4575 Broman eller 1987 ME1 är en asteroid i huvudbältet som upptäcktes 26 juni 1987 av den amerikanske astronomen Eleanor F. Helin vid Palomar-observatoriet. Den är uppkallad efter den amerikanske astronomen Brian P. Roman.
Den tillhör asteroidgruppen Eos.